# EA Sports F1 Serie
Serien EA Sports F1 startede i 2000 med F1 2000 til det sidste spil F1 Challenge 99-02.

## Seriens start
I 2000 fik EA Sports licens til, at lave spil med F1.
Visual Science fik rollen som udvikler, der fik en succesfuld serie (der, de lavede Formel 1 98, som solgte dårligt kommercielt, , i vente.
Det blev efterfølger til F1 Championship Season 2000 og F1 2001. 
| computerspil | Spire Denne computerspilsrelaterede artikel er en spire som bør udbygges. Du er velkommen til at hjælpe Wikipedia ved at udvide den. |